# The Wild Pear Tree
The Wild Pear Tree (Alternativtitel: Der wilde Birnbaum; türkisch Ahlat Ağacı) ist ein Filmdrama des türkischen Regisseurs Nuri Bilge Ceylan aus dem Jahr 2018. Der Film wurde erstmals im Wettbewerb um die Goldenen Palme bei den Internationalen Filmfestspielen von Cannes 2018 aufgeführt. Außerdem wurde der Film als nationaler Beitrag im Wettbewerb für den besten fremdsprachigen Film bei der Oscarverleihung 2019 ins Rennen geschickt, wurde jedoch nicht nominiert.

## Handlung
Der junge Sinan Karasu kommt nach seinem Abschluss als Grundschullehrer wieder zurück in sein Heimatdorf Çan. Er träumt davon, Schriftsteller zu werden und sein erstes Manuskript publizieren zu lassen. Doch das erweist sich als schwierig. Kein Verleger bekundet wirkliches Interesse an dem Buch. Also versucht er die Mittel in seinem Dorf aufzutreiben, doch die Menschen in der Region sind nicht wirklich interessiert. Zu seinem Leidwesen erfährt er, dass sein Vater İdris spielsüchtig ist, den bescheidenen Wohlstand der Familie verspielt und nun hohe Spielschulden hat. Besorgt über seine Karriereaussichten und in seiner ländlichen Heimatstadt sozial isoliert, streift Sinan durch die Landschaft, trifft alte Freunde und führt eine Reihe von Gesprächen mit Verwandten, einem Schriftsteller, den er in einem Buchladen trifft, und zwei Imamen, die unterschiedliche Meinungen vertreten über den Platz der Religion in der modernen Welt.
Angewidert von der Glücksspielsucht seines Vaters und dem Verdacht, dass dieser Geld gestohlen hat, verkauft Sinan den geliebten Hund seines Vaters, um damit sein Buch veröffentlichen zu lassen. Dann verlässt er die Stadt zur Ableistung seines Wehrdienstes. Als er zurückkehrt, muss er feststellen, dass sein Vater die Familie verlassen hat und nun als Hirte auf dem Land lebt. Die beiden sprechen sich aus und İdris offenbart, dass er seinen langjährigen Versuch aufgegeben hat, auf seinem trockenen Grundstück einen Brunnen zu graben. Er erzählt, dass er Sinans Buch gelesen und genossen hat. In einem surrealen Moment scheint es, als hätte sich Sinan in dem verlassenen Brunnen erhängt, doch es war ein Traum und Idris erwacht abrupt. Er sieht sich nach seinem Sohn um und kommt zum Brunnen. Beim Blick in den Brunnenschacht erblickt er Sinan, der dort weiter gräbt.

## Produktion
Regisseur Nuri Bilge Ceylan beschreibt das Projekt als inspiriert von einem Vater und seinem Sohn, die in Çanakkale seine Nachbarn waren. Der Sohn, Akın Aksu, war an der Ausarbeitung des Drehbuchs beteiligt und spielte im Film die Rolle des Imams Veysel. Das Drehbuch ist stark beeinflusst von Aksus Biografie und zwei autobiografischen Novellen, Ceylan beschreibt den Film aber auch als stark inspiriert von seiner Beziehung zu seinem Vater. Der Filmtitel ist Aksus Kurzgeschichte Die Einsamkeit des wilden Birnbaums entliehen.
Es war die erste Rolle des Hauptdarstellers Aydın Doğu Demirkol, Ceylan hatte ihn nach eigener Aussage auf Facebook entdeckt.
Der Film wurde überwiegend in Çanakkale und in Çan gedreht. Das trojanische Pferd an der Küste von Çanakkale, in dem sich Sinan in einer Traumsequenz versteckt,  war ein Requisit im Film Troja aus dem Jahr 2004.

## Rezeption
Die Frankfurter Allgemeine Zeitung bespricht den Film positiv und beschreibt ihn als Ceylans „[…] vielleicht persönlichsten und bei aller Melancholie auch wärmsten Film.“ Der Regisseur sei  ein „Meister des impliziten Erzählens“ und längst „Chronist seines Landes.“ Der Evangelische Pressedienst lobt den Film: „Vielleicht ergeben diese Charakterminiaturen in ihrer Gesamtheit eine interessante, wenn auch nicht sehr subtile Parabel auf den gesellschaftlichen Zustand der Türkei unter Erdoğan, und vielleicht ist dieser Aspekt mit Blick auf Ceylans vorherigen Film, den Palmen-Gewinner Winterschlaf, nicht sonderlich originell. In seinem filmischen Erzählen jedoch ist „The wild Pear Tree“ absolut meisterhaft. Ceylan gelingt es, mit Bildern und Tönen, Blicken und Gesten weitere Ebenen einzuziehen, die Worte zu konterkarieren und der mäandernden Sinnsuche Sinans eine existenzielle Bedeutung zu verleihen, mit faszinierender Vieldeutigkeit, auch Abgründigkeit.“ Das Lexikon des internationalen Films vergibt vier von fünf möglichen Sternen und lobt den Film als ein „von tiefem Ernst grundiertes, aber zugleich auch heiteres Werk, das eine idyllische Natur als utopischen Kontrast zum menschlichen Treiben in Szene setzt.“
Rotten Tomatoes verzeichnet 81 Rezensionen, von denen 94 Prozent positiv sind, sowie eine Zuschauerresonanz von 83 Prozent.